# Ron Riley (baloncestista de 1950)
Ronald Jay "Ron" Riley (nacido el 11 de noviembre de 1950 en Los Ángeles, California) es un exjugador de baloncesto estadounidense que jugó cuatro temporadas en la NBA. Con 2,03 metros de estatura, lo hacía en la posición de ala-pívot.

## Trayectoria deportiva

### Universidad
Jugó durante tres temporadas con los Trojans de la Universidad del Sur de California, en las que promedió 14,2 puntos, 13,7 rebotes y 1,8 asistencias por partido. En 1971 fue incluido en el segundo mejor quinteto de la Pacific-10 Conference y al año siguiente en el primero. Es el mejor reboteador de la historia de su universidad.

### Profesional
Fue elegido en la trigésimo octava posición del Draft de la NBA de 1972 por Kansas City-Omaha Kings, y también por los Denver Rockets en la séptima ronda del Draft de la ABA, firchando por los primeros. En su primera temporada, actuando como titular, promedió 8,4 puntos y 6,9 rebotes por partido.
Con la temporada 1973-74 ya comenzada, fue traspasado a los Houston Rockets a cambio de Otto Moore. Allí jugó tres temporada, siendo la mejor la 1974-75, en la que promedió 6,0 puntos y 4,9 rebotes por partido.

## Estadísticas de su carrera en la NBA

### Temporada regular
| Temporada | Edad | Equipo                  | Liga | Pos. | P   | TIT | MIN  | TC  | TCA | %TC  | 3P | 3PA | %3P | 2P  | 2PA | %2P  | TL  | TLA | %TL  | R.OF. | R.DEF. | REB | ASIS | ROB | TAP | PER | FP  | PTS |
| 1972-73   | 22   | Kansas City-Omaha Kings | NBA  | PF   | 74  |     | 22.1 | 3.7 | 8.6 | .431 |    |     |     | 3.7 | 8.6 | .431 | 1.1 | 1.6 | .681 |       |        | 6.9 | 1.0  |     |     |     | 3.1 | 8.4 |
| 1973-74   | 23   | TOTAL                   | NBA  | PF   | 48  |     | 12.3 | 1.7 | 4.2 | .401 |    |     |     | 1.7 | 4.2 | .401 | 0.5 | 0.8 | .632 | 1.0   | 2.7    | 3.7 | 0.8  | 0.4 | 0.5 |     | 2.0 | 3.9 |
| 1973-74   | 23   | Kansas City-Omaha Kings | NBA  | PF   | 12  |     | 14.2 | 2.0 | 4.8 | .421 |    |     |     | 2.0 | 4.8 | .421 | 1.2 | 2.0 | .583 | 1.1   | 3.6    | 4.7 | 0.7  | 0.3 | 0.2 |     | 2.3 | 5.2 |
| 1973-74   | 23   | Houston Rockets         | NBA  | PF   | 36  |     | 11.7 | 1.6 | 4.0 | .393 |    |     |     | 1.6 | 4.0 | .393 | 0.3 | 0.4 | .714 | 1.0   | 2.4    | 3.4 | 0.8  | 0.4 | 0.6 |     | 1.9 | 3.4 |
| 1974-75   | 24   | Houston Rockets         | NBA  | PF   | 77  |     | 20.5 | 2.5 | 6.1 | .417 |    |     |     | 2.5 | 6.1 | .417 | 0.9 | 1.3 | .732 | 1.8   | 3.2    | 4.9 | 1.7  | 0.7 | 0.3 |     | 2.6 | 6.0 |
| 1975-76   | 25   | Houston Rockets         | NBA  | PF   | 65  |     | 16.1 | 1.8 | 4.3 | .411 |    |     |     | 1.8 | 4.3 | .411 | 0.6 | 0.9 | .679 | 1.4   | 3.3    | 4.7 | 1.2  | 0.5 | 0.3 |     | 2.1 | 4.1 |
| Total     |      |                         | NBA  |      | 264 |     | 18.4 | 2.5 | 6.0 | .419 |    |     |     | 2.5 | 6.0 | .419 | 0.8 | 1.2 | .691 | 1.5   | 3.1    | 5.2 | 1.2  | 0.6 | 0.4 |     | 2.5 | 5.8 |

### Playoffs
| Temporada | Edad | Equipo          | Liga | Pos. | P | TIT | MIN  | TC  | TCA | %TC  | 3P | 3PA | %3P | 2P  | 2PA | %2P  | TL  | TLA | %TL  | R.OF. | R.DEF. | REB | ASIS | ROB | TAP | PER | FP  | PTS |
| 1974-75   | 24   | Houston Rockets | NBA  | PF   | 8 |     | 19.0 | 3.1 | 5.3 | .595 |    |     |     | 3.1 | 5.3 | .595 | 0.8 | 2.0 | .375 | 1.5   | 3.0    | 4.5 | 1.9  | 1.1 | 0.3 |     | 2.3 | 7.0 |
| Total     |      |                 | NBA  |      | 8 |     | 19.0 | 3.1 | 5.3 | .595 |    |     |     | 3.1 | 5.3 | .595 | 0.8 | 2.0 | .375 | 1.5   | 3.0    | 4.5 | 1.9  | 1.1 | 0.3 |     | 2.3 | 7.0 |